# سداب (گیاه)
سُداب (نام علمی: Ruta graveolens) نام یک گونه از سرده سداب است.